# Gare de Chambéry - Challes-les-Eaux
Gare de Chambéry - Challes-les-Eaux vasútállomás Franciaországban, Chambéry településen.

## Vasútvonalak
Az állomást az alábbi vasútvonalak érintik:
- Culoz–Modane-vasútvonal
- St-André-le-Gaz–Chambéry-vasútvonal

## Kapcsolódó állomások
A vasútállomáshoz az alábbi állomások vannak a legközelebb:
- Gare de Montmélian
- Gare de Viviers-du-Lac
- Gare d’Aiguebelette-le-Lac (Gare de Saint-André-le-Gaz)
- Gare d’Aix-les-Bains-Le Revard